# Everything Happens to Me
Everything Happens to Me è una canzone scritta da Tom Adair (testo) e Matt Dennis (musica) nel 1940 ed è stata registrata per la prima volta dall'orchestra di Tommy Dorsey con Frank Sinatra. Nel 1957 Sinatra registrò nuovamente la canzone con l'Hollywood String Quartet e questa versione fu inclusa nel suo album del 1957 Close to You.